# Joe Burton
Pour les articles homonymes, voir Burton.
Joe Burton, né le 2 novembre 1990 à San Jacinto, est un joueur américain de basket-ball. Il évolue au poste de pivot.

## Biographie
Né dans une réserve indienne, Joe Burton est le premier amérindien à obtenir une bourse d'études universitaires depuis l'expansion de la PAC-10 Conference en 1978 et le second à jouer pour les Beavers d'Oregon State après Ron Jones entre 1972 et 1974. Il fait en effet partie de la tribu Luiseño.
Après des expériences réussies au Danemark et aux Pays-Bas où il est meilleur joueur à l'évaluation en 2015, il signe pour la première fois en France le 20 juin de la même année, à Évreux. Réalisant là encore une saison aboutie, Joe Burton emmène l'ALM Évreux en finale des playoffs de Pro B. Bien qu'échouant en finale, il est récompensé de ce très bon exercice en étant nommé MVP de Pro B.
Pour la saison 2016-2017, il suit son ancien coach, Laurent Pluvy à la Chorale de Roanne. Il remporte avec ce dernier la Leaders Cup de Pro B en février 2017. Burton est d'ailleurs désigné MVP de cette compétition.
À l'issue de cette saison, Joe Burton quitte la France et l'Europe pour s'engager avec Aomori Wat's en deuxième division japonaise. Dès la saison suivante, il retrouve la France en signant à l'ADA Blois. Pour la saison 2019-2020, il retrouve Laurent Pluvy qui le fait revenir à Roanne alors tout juste promu en Jeep Élite. Il quitte cependant le club en janvier 2020 pour retrouver la Pro B à Souffelweyersheim après une brève expérience au Kosovo. A l'issue de la saison écourtée en raison de la pandémie de covid-19, il rebondit en Finlande au KTP Basket.
Après une saison blanche, Joe Burton retrouve la France avec Orchies en NM1. Il termine la saison en étant désigné MVP du championnat 2022-2023. 
L'année suivante, en 2024, il fait son retour à l'ALM Évreux Basket à l'échelon supérieur, en Pro B. En avril, il s'arrête de jouer pendant deux semaines en raison de son départ aux Etats Unis pour la naissance de son troisième enfant.

## Palmarès
- Leaders Cup de Pro B : 2017

## Distinctions
- MVP de Pro B : 2016
- MVP de la saison du Championnat de France de basket-ball de Nationale masculine 1 : 2022-2023, 2024-2025
- MVP de la finale de la Leaders Cup de Pro B : 2017
- Nommé dans l'équipe type de l'année de Pro B : 2016, 2017
- Meilleur joueur à l'évaluation d'Eredivisie : 2015
- Nommé dans l'équipe type de l'année d'Eredivisie : 2015

## Records
- Premier joueur des Beavers d'Oregon State à atteindre au moins 1 000 points, 700 rebonds et 300 passes décisives.
- Sixième joueur de l'histoire des Beavers d'Oregon State à demeurer meilleur passeur de l'équipe trois années consécutives.
- Plus grand nombre de passes décisives délivrées par un non meneur dans l'histoire des Beavers (315).